# صلاح الدين (اسم)
صلاح الدين  هو اسم علم شخصي مذكر من أصل عربي.

## قائمة
- كود سباركل
- تحديث القائمة

1. صلاح الدين أبو عرفة، شخصية دينية إسلامية مقدسية.
2. صلاح الدين أرقه دان.
3. صلاح الدين البكوش، سياسي تونسي.
4. صلاح الدين الجورشي.
5. صلاح الدين الحسيني.
6. صلاح الدين الحمادي.
7. صلاح الدين الزحاف، سياسي من تونس.
8. صلاح الدين السعيدي، لاعب كرة قدم مغربي.
9. صلاح الدين الصباغ، كاتب وضابط عراقي ، شارك في انقلاب 1941 وتم اعدامه لاحقاً.
10. صلاح الدين الصفدي، كاتب  ومؤرخ  وشاعر.
11. صلاح الدين الصيد، كاتب سيناريو تونسي.
12. صلاح الدين القاسمي.
13. صلاح الدين القوصي.
14. صلاح الدين الكواكبي.
15. صلاح الدين المنجد.
16. صلاح الدين بالي، سياسي تونسي.
17. صلاح الدين بصير، لاعب كرة قدم مغربي.
18. صلاح الدين بن علي.
19. صلاح الدين بن مبارك، سياسي تونسي.
20. صلاح الدين بن يوسف الكحال.
21. صلاح الدين بنموسى، ممثل مغربي.
22. صلاح الدين بوجاه، روائي تونسي.
23. صلاح الدين بير فوجل، داعية إسلامي ألماني.
24. صلاح الدين حافظ، كاتب مصري.
25. صلاح الدين دروزة.
26. صلاح الدين سعيد، لاعب كرة قدم إثيوبي.
27. صلاح الدين سلطان.
28. صلاح الدين شروخ.
29. صلاح الدين عبد الموجود.
30. صلاح الدين عقال، لاعب كرة قدم مغربي.
31. صلاح الدين قادر تشودري.
32. صلاح الدين قنطار، صحفي تركي.
33. صلاح الدين مالوش، سياسي من تونس.
34. صلاح الدين محمد.
35. صلاح الدين محمد بهاء الدين، سياسي عراقي.
36. صلاح الدين مرواني، درّاج طريق مغربي.
37. صلاح الدين مزوار، سياسي مغربي.